# Stepska staništa kod Opatovca
Stepska staništa kod Opatovca este o arie protejată (sit de importanță comunitară — SCI) din Croația întinsă pe o suprafață de 42,41 ha, integral pe uscat.

## Localizare
Centrul sitului Stepska staništa kod Opatovca este situat la coordonatele 45°15′02″N 19°09′40″E / 45.250575°N 19.160976°E.

## Înființare
Situl Stepska staništa kod Opatovca a fost declarat sit de importanță comunitară în iulie 2013 pentru a proteja un număr necunoscut de specii din flora spontană și fauna sălbatică aflate în arealul zonei.

## Biodiversitate
Situată în ecoregiunea continentală, aria protejată conține 1 habitat natural: Pajiști stepice subpanonice.
La baza desemnării sitului se află un număr nedeclarat de specii protejate.